# Ticket of Leave

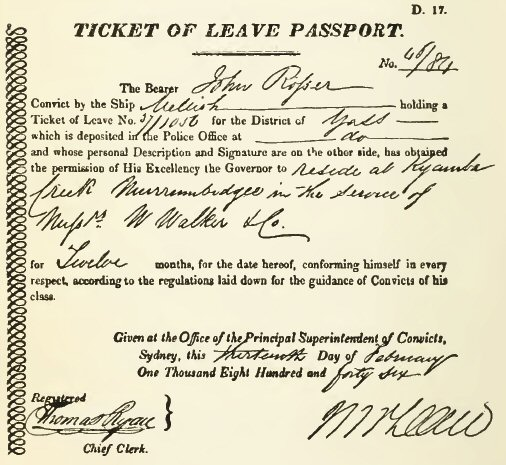
NSW Colonial Government - Convict Ticket of Leave Passport

Das  Ticket of Leave war ein Dokument, das eine bedingte Strafentlassung verbriefte. Es wurde an Sträflinge ausgegeben, die gezeigt hatten, dass man ihnen nun einige Freiheiten zugestehen konnte. Ursprünglich wurde es in den australischen Strafkolonien des Vereinigten Königreiches ausgegeben. Später wurde es in den USA (Parole), Kanada und Irland übernommen. Es kann als Vorgänger der heutigen Aussetzung einer Reststrafe zur Bewährung angesehen werden.

## Großbritannien und Strafkolonien in Australien
Den Grundstein für das Ticketsystem legte Gouverneur Philip Gidley King in der damaligen britischen Sträflingskolonie im heutigen New South Wales. Es wurde 1801 formell eingeführt, um Sträflinge zu belohnen, die besonders gute Führung gezeigt hatten oder der Gesellschaft einen Dienst erwiesen hatten.
Das Ticket of Leave berechtigte zur Arbeitssuche oder selbstständigen Arbeit in einem bestimmten Bezirk. Dieser durfte nicht ohne Genehmigung des Gouverneurs oder des Resident Magistrate verlassen werden. Jeder Wechsel des Arbeitgebers oder Bezirkes wurde auf dem Ticket verzeichnet. Die Sträflinge mussten sich das Geld, das zur Erlangung des Tickets erforderlich war, selbst erarbeiten.
Anfangs wurden die Tickets ohne Bezug zu der Dauer der zu verbüßenden Strafe, teils kurz nach der Ankunft in der Kolonie, ausgegeben. Ab 1811 entstand das Konzept, dass zumindest ein bestimmter Teil der Strafe in Gefangenschaft zu absolvieren sei. 1821 wurde festgelegt, ab wann ein Gefangener für die Erteilung eines Tickets in Frage kam. Dies waren vier Jahre für eine 7-jährige und sechs Jahre für eine 14-jährige Strafdauer. Zu lebenslänglichen Strafen Verurteilte mussten acht Jahre warten, bis ein Ticket in Frage kam. Nach Ablauf der gesamten Dauer der Strafe wurde auf Antrag ein Certificate of Freedom erteilt.
Die Inhaber eines Ticket of Leave durften heiraten, ihre Familien aus Großbritannien in die Kolonie holen und Eigentum erwerben. Sie durften keine Feuerwaffen tragen und kein Schiff betreten. Ihr Aufenthalt war auf einen bestimmten Bezirk, der im Ticket beschrieben war, beschränkt. Falls der Inhaber den Distrikt regelmäßig wechseln musste, wurde ein Pass ausgestellt.
Häufig wurde von ihnen auch die Rückzahlung der Kosten ihrer Deportation in die Kolonien verlangt.
Ein Sträfling, der die Bedingungen des Tickets bis zum Ablauf der Hälfte der ursprünglichen Strafe einhielt, erhielt ein conditional pardon, das die Einschränkungen aufhob. Lediglich durfte die Kolonie nicht verlassen werden. Bei Verstößen konnten die Inhaber ohne Haftbefehl verhaftet und ohne Anspruch auf eine Revision beim Supreme Court verurteilt werden und verloren ihr erworbenes Eigentum.
Das Ticket of Leave musste jährlich erneuert werden, die Inhaber mussten bei Gottesdienst und Vollzähligkeitsappellen anwesend sein. Das Ticket enthielt umfassende Angaben darüber, wo und in welchem Jahr der Inhaber verurteilt wurde. Es enthielt den Namen des Schiffes, mit dem er deportiert worden war, die Länge der Strafe und eine detaillierte Beschreibung des Sträflings, Geburtsjahr, frühere Beschäftigung und Herkunftsort.
Das Ticket bestand aus zwei Teilen. Das eigentliche Ticket wurde an die Person ausgegeben, die es ständig bei sich tragen musste. Der zweite Teil war der butt, diese offizielle Kopie wurde von der Regierung verwahrt. Während die eigentlichen Tickets durch ihren ständigen Gebrauch ziemlich selten erhalten sind, finden sich die butts oft in den Archiven.
Nach Aussage des Strafrechtsreformers Alexander Maconochie konnten die Tickets für die geringfügigsten Unregelmäßigkeiten widerrufen werden und ein sehr großer Teil der Inhaber kehrte früher oder später wieder in die Zwangsarbeit für die Regierung zurück.

## Britisches Militär
Im  Zweiten Weltkrieg wurde der Begriff umgangssprachlich für die Papiere verwendet, die einen Soldaten das Ausscheiden aus dem aktiven Dienst erlaubten.

## Irland
Walter Crofton führte das Irish Ticket of Leave ein.

## Vereinigte Staaten
Ein ähnliches System besteht in den USA bis heute als Parole.